# Дельтодон
Дельтодон — вид художественного оформления плоской поверхности церковных стен с помощью живописного или рельефного орнамента, в основе которого лежит троица остроконечных овалов («О»), соединённых вершинами. В сюжетный мотив этого вида декорирования была заложена идея триединства божественной сути, которую можно отследить ещё с дохристианских времён.
В древнерусской культуре дельтодон пользовался большой популярностью и часто изображался на фасадах православных храмов.
Известны на фасаде Дмитровского собора и Рождественского собора в Суздале.